# 地域活性化起業人
地域活性化起業人（ちいきかっせいかきぎょうじん）とは、三大都市圏（埼玉県、千葉県、東京都、神奈川県、岐阜県、愛知県、三重県、京都府、大阪府、兵庫県、奈良県）に所在する企業と地方圏の地方自治体が協定書に基づき、社員を地方自治体に一定期間（6か月から３年）派遣し、地方自治体が取組む地域課題に対し、社員の専門的なノウハウや知見を 活かしながら即戦力人材として業務に従事することで、地域活性化を図る取組である。
近年、企業が社員の副業を認める流れの中、都市部の企業人材が個人として「自らのスキルを社会貢献に活かしたい」というニーズも増加しており、企業からの派遣だけではなく、個人の副業の方式も2024年度（令和6年度）から制度の対象となった。

## 概要
地域活性化起業人（企業派遣型）の要件
- 企業と地方自治体が協定を締結

- 受入自治体区域内での勤務日数が月の半分以上

- 地方自治体が負担する派遣期間中の社員の給与等に係る経費（※派遣期間中の社員の給与等に係る経費については、企業と自治体の協定により決定することとなる。） 上限額 年間560万円／人。
- 令和５年度の地域活性化起業⼈の⼈数は、前年度から161⼈増加し、779⼈となった。 活⽤する市町村数は、前年度から81団体増加し449団体となった。

地域活性化起業人（副業型）の要件
- 企業に属する個人（フリーランス人材は対象外）が自治体に副業で派遣される
- 契約は個人と自治体で結ぶ
- 月4日以上かつ月20時間以上の稼働が必要（リモートでもOK）
- 受入自治体における滞在日数は月1日以上
- 複業期間中に要する経費は、上限100万円/人は国が負担上（報償費等 上限100万円/人＋旅費 上限100万円/人（合計の上限200万円/人））

## 主な派遣元企業と出向先市町村
- 江崎グリコ株式会社（岩手県釜石市）
- ソウルドアウト株式会社（岩手県釜石市）
- 富士通Japan株式会社（福島県福島市）
- 株式会社ＩＴＳ（茨城県潮来市）
- デロイト トーマツ ファイナンシャルアドバイザリー合同会社（茨城県潮来市）
- 株式会社DNPコアライズ（新潟県三条市）
- 楽天グループ（新潟県長岡市）
- 株式会社ATOMica（新潟県魚沼市）
- AKKODiSコンサルティング株式会社（静岡県下田市）
- 株式会社Hamano Design（京都府笠置町）
- 株式会社エイチ・アイ・エス（三重県熊野市）
- オーエス株式会社（和歌山県白浜市）
- 株式会社ABC Cooking Studio（広島県東広島市）
- 株式会社センキョ（岡山県新庄村）
- アデコ株式会社（岡山県津山市）
- 株式会社JTB（島根県隠岐の島町）
- 合同会社DMM.com（福岡県大川市）
- 株式会社ぐるなび（宮崎県児湯郡）